# Т-62Б
Т-62Б (Індекс ГБТУ — Об'єкт 167М) — радянський основний бойовий танк. Розроблений в конструкторському бюро Уральського танкового заводу м. Нижній Тагіл. Серійно не виготовлявся.

## Історія створення
Після того як Міністерство оборони СРСР відмовилося приймати на озброєння середній танк «Об'єкт 167» конструкторське бюро Уральського танкового заводу в ініціативному порядку продовжило удосконалювати конструкцію «Об'єкту 167». У 1960 році почалася розробка нової модифікації гармати У-5ТС під індексом 2А21. Основним завданням якої було запровадження роздільно-гільзового заряджання і відповідно введення в конструкцію танка механізму заряджання, що дозволяло виключити зі складу машини заряджаючого і скоротити екіпаж до трьох чоловік. Для установки гармати 2А21 в «Об'єкт 167» в конструкторське бюро Заводу №183 було розпочато роботу над його модифікацією під індексом «Об'єкт 167Ж». Паралельно почалося конструювання модифікації під установку 125 мм гармати Д-81. У травні 1962 року проект отримав індекс «Об'єкт 167М», а також неофіційну назву Т—62Б. У травні 1964 року проект Т—62Б був розглянутий Державним комітетом з оборонної техніки СРСР. Комітет ухвалив рішення про недоцільність ведення подальших робіт по танку, з огляду на те, що «Об'єкт 167М» був новим середнім танком і не відповідав перспективам розвитку танкової техніки, як базу якої передбачалося використовувати ходову частину «Об'єкту 432».

## Опис конструкції

### Броньовий корпус та башта
У порівнянні з базовою машиною ( «Об'єктом 167») корпус Т—62Б було змінено. Лобовий лист представляв комбінований пакет з зовнішнього сталевого листа товщиною 80 мм і внутрішнього листа товщиною 30 мм, між якими знаходилася 110 мм прошарок зі склопластику. Крім того, був збільшений нахил листа з 60° до 68°. Для зменшення маси танка, нижній лобовій лист був зменшений з 80 мм до 70 мм. Башта виготовлялася методом лиття з алюмінієвими вставками по аналогії з баштою Т—64, проте від алюмінієвих вставок згодом відмовилися. Для захисту паливних баків від дії кумулятивних боєприпасів по бортах в надгусеничних полицях були встановлені бортові гратчасті екрани.

### Озброєння
Як основне озброєння використовувалася 125 мм гладкоствольна гармата 2А26, крім неї, як варіант, передбачалася установка 122-мм нарізної гармати Д 83. Для стабілізації гармати використовувався двоплощинний стабілізатор «Злива». Заряджання проводилося за допомогою карусельного автомата заряджання «Жолудь», в якому розміщувався 21 постріл роздільно-гільзового заряджання. У порівнянні з автоматом заряджання танка Т-64, «Жолудь» мав меншу місткість, однак більш просту конструкцію і високу надійність при експлуатації. Більш того, давав можливість екіпажу вільно переходити між відділенням управління та бойовим відділенням. Загальний боєкомплект становив 40 пострілів. З основною гарматою був спарений 7,62 мм кулемет ККТ з боєкомплектом в 2500 патронів.

### Засоби зв'язку і спостереження
Для стрільби з основної гармати в денних умовах використовувався приціл Т2С з танковою системою керування вогнем 1А33 «Об». У нічних умовах передбачалося використовувати приціли «Місяць II» або «Ключ», а також застосовувати постріли з гільзою, яка частково згоряє.

## Варіанти
- Об'єкт 167М — базовый вариант
- Об'єкт 167Мл — модификация с установкой в задней части башни пусковых установок ПТРК 9К11 «Малютка»
- Об'єкт 167Д — вариант с повышенной радиационной защитой

## Оцінка машини
За результатами робіт Заводу № 183 було встановлено, що Т—62Б був серйозним конкурентом для танка Т-64А. При порівнянні характеристик Т—62Б кілька поступався Т—64А, проте при цьому Т—62Б зберігав взаємозамінність із середнім танком Т-62, що дозволяло швидше освоїти його у військах. Крім того, при продовженні робіт над машиною більшість проблем могло бути усунуто, однак пропозиції Карцева Л.М. про необхідність продовження робіт по Т—62Б було відкинуто і проект був закритий. Замість цього в конструкторське бюро заводу №183 було відправлено тематичну картка для опрацювання можливості установки 125-мм гармати 2А26 в серійні танки Т-62.